# Людвіг Гуссак
Людвіг Гуссак (нім. Ludwig Hussak, 31 липня 1883, Відень — 5 липня 1965) — австрійський футболіст, що грав на позиції нападника.
Виступав, зокрема, за клуби «Вієнна Крикет» та «Аустрія» (Відень), а також національну збірну Австрії.

## Клубна кар'єра
У дорослому футболі дебютував 1901 року виступами за команду клубу «Вієнна Крикет», в якій провів десять сезонів.
1911 року перейшов до клубу «Аустрія» (Відень), за який відіграв 3 сезони. Завершив професійну кар'єру футболіста виступами за команду «Аустрія» (Відень) у 1914 році.
Помер 5 липня 1965 року на 82-му році життя.

## Виступи за збірну
1905 року дебютував в офіційних матчах у складі національної збірної Австрії. Протягом кар'єри у національній команді, яка тривала 8 років, провів у формі головної команди країни 14 матчів, забивши 5 голів. 
Був учасником футбольного турніру Олімпійських ігор 1912 року. У першому раунді Австрія з рахунком 5:1 перемогла збірну Німеччини. У наступному раунді команда поступилась збірній Нідерландів — 1:3. Ще три матчі австрійська збірна зіграла у втішному турнірі, де перемогла Норвегію (1:0, без участі Гуссака) і Італію (5:1, відзначився голом), але поступилась Угорщині (0:3).